# Takao Doi
Takao Doi (土井 隆雄, Doi Takao) est un spationaute japonais né le 18 septembre 1954.

## Vols réalisés
Lors de la mission STS-87, il fut le premier japonais à réaliser une sortie extravéhiculaire.
Il participe à la mission STS-123, qui a transporté et livré à l’ISS une partie du module Kibō.

## Honneurs
- (4746) Doi